# Излизане на Великобритания от Европейския съюз
Излизането на Великобритания от Европейския съюз е политическа цел, подкрепяна от британски политици, групи по интереси и известни лица още от присъединяването на страната към Европейската икономическа общност (предшественицата на ЕС) през 1973 г. Процесът става популярен с английската комбинирана дума Брексит (също и Брекзит) (на английски: Brexit, от Britain и exit), с буквалното значение „изход на Британия“. Аналогично понятие е предходното Грексит, т.е. „изход на Гърция“, което обаче касае излизането на Гърция само от еврозоната, заради финансовата криза.
На 20 февруари 2016 г., след приключване на преговорите с Европейския съюз за статута на Великобритания в него, британският министър-председател Дейвид Камерън насрочва провеждането на референдум относно членството на кралството в Съюза за 23 юни 2016 г. Преговорите и провеждането на подобен референдум са част от предизборните обещания на Консервативната партия и в частност на самия Камерън по време на британските парламентарни избори през 2015 г.
На 29 март 2017 г. британският посланик в ЕС Тим Бароу връчва на председателя на Европейския съвет Доналд Туск писмо, подписано от британският министър-председател, с което започва двугодишният процес по излизането на Обединеното кралство от общността.
На 29 януари 2020 г. Европейският парламент гласува одобрението на сделката с 621 гласа „за“, което позволява на Обединеното кралство да напусне Европейския съюз.
На 31 януари 2020 г. Великобритания престава да бъде член на ЕС. До 31 декември 2020 г. тече 11-месечен преходен период, в който на територията на Обединеното кралство продължава да действа европейското законодателство. По време на преходния период двете страни имат възможност да договорят бъдещите си взаимоотношения.

## Предистория
През 2016 г. правителството на Дейвид Камерън провежда референдум за оставането на Великобритания в ЕС. Крайният вариант на въпроса за референдума е формулиран така:
| „ | На английски: Should the United Kingdom remain a member of the European Union or leave the European Union? Трябва ли Обединеното кралство да остане член на Европейския съюз или да напусне Европейския съюз? | “ |

На референдума с право на глас (регистрирали се) са 46 501 241 британци. От тях гласуват 33 551 983 (72,15 %). Подкрепящите излизането на Великобритания от ЕС печелят гласуването с почти 52% в цялата страна и убедителни резултати в почти цяла Англия и Уелс. В по-слабо населените Шотландия, Северна Ирландия и Гибралтар, както и в столицата Лондон, по-голямата част от населението гласува за оставане.
| Гласували за напускане | Напускане (%) | Гласували за оставане | Оставане (%) | Избирателна активност (%) |
| ---------------------- | ------------- | --------------------- | ------------ | ------------------------- |
| 17 410 742             | 51,89 %       | 16 141 241            | 48,11 %      | 72,15 %                   |

Референдумът няма задължителен правно обвързващ характер. Британският парламент трябва да приеме закон, който да задвижи процеса на излизане на страната от Европейския съюз, но поради тази незадължителност е възможно и да не се съобрази с резултатите от референдума. Приемането на закона може да бъде забавено от горната камара на британския парламент. На 1 август 2016 г. една от представителките на Консервативната партия в Камарата на лордовете заявява, че е налично мнозинство сред членовете на камарата, които са за оставането на страната в ЕС.
Следва да се отбележи предпазната клауза, наложена от Белгия, гласяща че в случай на напускане на Съюза, повторно приемане не може да има. Още на следващия ден след референдума започва неговото оспорване и искания за нов референдум.
Лидерът на Консервативната партия и министър-председател Дейвид Камерън подава оставка и е заменен от Тереза Мей, а лидерството в Лейбъристката партия е подложено на критика и оспорване.
Шотландският първи министър Никола Стърджън заявява, че Шотландия ще се опита да попречи на излизането на Великобритания от ЕС Много от поддръжниците за независимост на Шотландия желаят нов референдум след голямата разлика в гласуването в Шотландия. Но проучване на YouGov не показва съществена промяна в нагласите от референдума през 2014 г.

## Задействане на член 50
В интервю за Би Би Си на 2 октомври 2016 г. британският министър-председател Тереза Мей заявява, че страната ще задейства и започне формалния процес по излизане от Европейския съюз до края на месец март 2017 г.
На 1 февруари 2017 г. Камарата на общините приема законопроект за започване на преговори с 498 гласа „за“ срещу 114 „против“. На 16 март кралица Елизабет Втора подписва закона, който упълномощава правителството да задейства член 50 от Лисабонския договор.
Ден след приемането на законопроекта от долната камара британското правителство представя „Бяла книга“, която представя предложението си по какъв начин да се реализира излизането. В документа се поставя за цел сключване на всеобхватно споразумение за свободна търговия с ЕС, както и областите от европейските регулации, които ще бъдат обект на обсъждане по време на преговорния процес. Книгата не засяга в подробности статута и правата на европейските граждани в кралството, но се споменава, че правата на работниците съгласно европейското законодателство ще бъдат запазени и след излизането.
На 29 март 2017 г. посланикът на Великобритания в Европейския съюз Тим Бароу връчва на председателя на Европейския съвет Доналд Туск писмото, с което Обединеното кралство задейства член 50. Преговорите трябва да приключват в двугодишен срок – до март 2019 г., след която дата Великобритания няма да е член на ЕС.  По този повод Мей заявява, че „[т]ова е исторически момент, от който няма връщане назад“.

## Преговори
От страна на Съюза Европейският съвет трябва да сключи споразумение с Великобритания, което да бъде одобрено от Европейския парламент. До излизането страната остава пълноправен член и трябва да спазва всички задължения по отношение на европейското си членство. Представителят на ЕП в преговорите Ги Верхофстат изразява мнение, че е възможно да бъде установен тригодишен преходен период след излизането, за да могат да бъдат уточнени новите взаимоотношения, като не изключва възможността те да бъдат под формата на споразумение за асоцииране.
На 22 май 2017 г. министрите на останалите 27 страни членки без Великобритания дават мандат на Европейската комисия да води преговорите и за главен преговарящ е определен Мишел Барние. Преговорите се предвижда да започнат на 19 юни. Първа преговорна точка между страните е правата на гражданите.
Преговорите започват на 19 юни 2017, като екипите се оглавяват от министъра за Брексит Дейвид Дейвис и главния преговарящ за ЕС Мишел Барние. На първия кръг Великобритания приема, макар и неохотно, графика на ЕС за преговори, при който са определени две фази: първата уточнява условията за напускане, а втората касае взаимоотношенията между Великобритания и ЕС след напускането.
Между юни и октомври 2017 г. преговорите от първата фаза протичат без забележим напредък по следните три въпроса: каква парична вноска следва да внесе Великобритания, какви ще бъдат правата на британските и европейските граждани, които живеят в противната страна и дали границата между Република Ирландия и Северна Ирландия може да остане отворена. През ноември, след шести кръг на преговори, Великобритания се съгласява да плати сума до 50 милиарда паунда за т.нар. „бракоразводна сметка“. Това се разминава значително с огласените предварително от Тереза Мей 20 милиарда и известието за отстъпката предизвиква възмущение сред про-Брекзит настроените среди в Англия.
През декември 2017 г. започва втората фаза на преговорите, след като ръководителите на 27 страни членки официално се съгласяват, че е постигнат „задоволителен напредък“. Тереза Мей изразява своето задоволство, но според Доналд Туск втората фаза ще бъде много по-трудна.
Британското правителство изготвя проект на споразумение, което на 6 юли 2018 г. е обсъдено от министрите в Чекърс – резиденцията на Мей. То предвижда Великобритания да остане в „обединена митническа територия“ с ЕС и да подпише „общ правилник“ за всички стоки. Така нареченият „проект от Чекърс“ се оказва неприемлив за Борис Джонсън, министър на външните работи, както и за министъра за Брекзит Дейвис и те подават оставки на следващия ден. Заменени са съответно от Джереми Хънт и Доминик Рааб.
Проектът от Чекърс не се приема добре и от ръководителите на ЕС, които на среща на върха в Залцбург през септември го определят като неприемлив. В Инстаграм президентът Туск надписва своя снимка заедно с Мей, на която има торти, по следния начин: „Парче торта? Съжалявам, няма черешка.“ Това е ехо от обвиненията на европейците, че Великобритания иска само „черешката от тортата“ при сделката.
В края на ноември 2018 г. европейските лидери одобряват проекта за „развод“ от 585 страници и политическата декларация за взаимоотношенията ЕС - Великобритания след напускането.

## Парламентарна процедура
Към началото на декември 2018 проектът за напускане предстои да бъде обсъден в британския парламент, но вече е широко заклеймен като неприемлив както от противниците, така и от привържениците на напускането. Стига се дори до това, че на 4 декември правителството на Мей е обвинено в незачитане на парламента – безпрецедентен акт в историята на британския парламент – с аргумента, че е заобиколило парламента при изготвянето на документа. Министърът за Брекзит Доминик Рааб подава оставка заедно с неколцина други министри, а значителен брой членове на Консервативната партия призовават за гласуване на вътрешнопартиен вот на недоверие на Тереза Мей. За да придобие правна сила и се превърне в закон, проектът за напускане трябва да бъде приет от парламента и за 11 декември е предвидено гласуване. Изправена пред сигурна загуба на вота, Мей го отлага за януари 2019 г. и отива на среща с Ангела Меркел. В нейно отсъствие консерватори-хардлайнери инициират вътрешнопартиен вот на недоверие, но той е отхвърлен, като за вота гласуват 117, а против – 200 депутати.
На 15 януари 2019 г. гласуването на проекта за напускане приключва с катастрофална загуба за Тереза Мей: само 202 гласа я подкрепят, докато 432 депутати, включително 118 от собствената ѝ партия, са против. Лидерът на опозицията Джереми Корбин внася предложение за вот на недоверие към правителството, който обаче не успява 
На 12 март Тереза Мей издейства допълнителни юридически гаранции от ЕС, че планът, касаещ границата с Ирландия, ще бъде само временен, но парламентът отново отхвърля проекта за напускане. На 29 март – първоначално определен като датата на напускане, парламентът го отхвърля за трети път. Мей е принудена да иска отсрочка и ЕС определя нова крайна дата – 31 октомври 2019.
На 24 юли 2019 г. Борис Джонсън поема поста министър-председател. Той изразява желанието си да изведе Великобритания от ЕС на всяка цена до 31 октомври 2019 г. дори ако трябва да се прибегне до т.нар. „твърд Брексит“.
На 31 януари 2020 г. Великобритания престава да бъде член на Съюза и се оттегля от него. До 31 декември 2020 г. започва да тече 11-месечен преходен период, в който европейското законодателство продължава да действа на територията на Обединеното кралство. По това време двете страни имат възможност да договорят бъдещите си взаимоотношения, като в случай на необходимост периодът може да бъде удължен еднократно при изявено желание от двете страни до 1 юли 2021 г., но това не се налага.